# Мартін Девід Крускал
Мартін Девід Крускал (англ. Martin David Kruskal; 28 вересня 1925, Нью-Йорк, штат Нью-Йорк, США — 26 грудня 2006, Принстон, Нью-Джерсі, США) — американський математик та фізик. Здійснив фундаментальний внесок до багатьох галузей математики та науки, від фізики плазми і до загальної теорії відносності та від нелінійного і до асимптотичного аналізу. Його найбільш відомим внеском є теорія солітонів.